# After - Un cuore in mille pezzi
After - Un cuore in mille pezzi (After We Collided) è il secondo libro della serie After della scrittrice statunitense Anna Todd.

## Trama
Dopo la triste scoperta della scommessa, Tessa è pronta a ricominciare una nuova vita. Tenta di riappacificarsi con sua madre passando il Natale con lei ma senza successo: la madre ha da sempre messo in guardia Tessa dalle possibili delusioni che avrebbe potuto ricevere da Hardin e coglie l'occasione per spronare Tessa a tornare con il suo ex ragazzo, Noah. La ragazza si allontana da sua madre e decide di lasciare definitivamente l’appartamento dove conviveva con Hardin, trasferendosi temporaneamente in una stanza d'albergo. Tessa viene consolata da Trevor, un collega che lavora con lei alla Vance, il quale tenta di farle dimenticare Hardin. Tessa, non riuscendo né a dimenticare né a perdonare Hardin, decide di lasciarsi il passato alle spalle recandosi a un convegno di lavoro a Seattle. Hardin raggiunge Tessa a Seattle nel tentativo di farsi perdonare. I due giovani finiscono a passare una notte di passione insieme ma Tessa la mattina dopo si sveglia con i sensi di colpa, non essendo ancora disposta a perdonarlo.
Gli eventi prendono una piega inaspettata a causa dell'arrivo della madre di Hardin: quest'ultimo, per non ferire la madre alla quale aveva raccontato di convivere con una ragazza e di essere finalmente riuscito a dare una svolta alla sua vita, chiede a Tessa di fingere di stare ancora insieme a lui. Tessa accetta e grazie alla madre di Hardin riesce a perdonarlo. Tuttavia, la ragazza scopre ben presto un altro grande e oscuro segreto di Hardin: in precedenza aveva già ferito altre ragazze. Tra queste, una in particolare, che si innamorò di lui come Tessa e che Hardin umiliò diffondendo dei video hot girati con lei. Tessa è sconvolta ancora una volta ed è indecisa se continuare una storia con Hardin o cercare di dimenticarlo intraprendendo una nuova relazione con Zed, vecchio amico di Hardin della confraternita, da sempre innamorato di Tessa, ma quest’ultima non riesce a dimenticare Hardin.
Hardin cerca quindi di dimostrare a Tessa, grazie all'aiuto di Landon, l’amore che prova per lei, riuscendo così a farle capire di amarla veramente e di non essere più il ragazzo malvagio ed egoista di una volta.
Zed non intende rinunciare a Tessa e Hardin, accecato dalla rabbia, ordina alla ragazza di stare lontano da lui e si reca al campus in cerca del rivale: tra i due scoppia una rissa nella quale Hardin ha la meglio. Un insegnante assiste alla scena e Hardin viene arrestato ed espulso dall’università. Tessa è sconvolta e per evitare che Hardin possa mettersi in guai ancora peggiori, prega Zed di ritirare la denuncia: egli, riluttante, accetta. Alla fine i due giovani decidono di tornare insieme nel tentativo di ricominciare; Hardin si tatua sulla spalla una frase in segno d’amore per Tessa. Ma il ritorno del padre di Tessa comprometterà ancora una volta la loro relazione.

## Citazioni
Nel romanzo compaiono citazioni tratte da classici della letteratura ossia Orgoglio e pregiudizio di Jane Austen e Anna Karenina dello scrittore russo Lev Tolstoj.

## Edizioni
- Anna Todd, After - Un cuore in mille pezzi, traduzione di Ilaria Katerinov, Sperling & Kupfer, 2015, ISBN 9788820093396.